# St. Sebastian (Neuss)

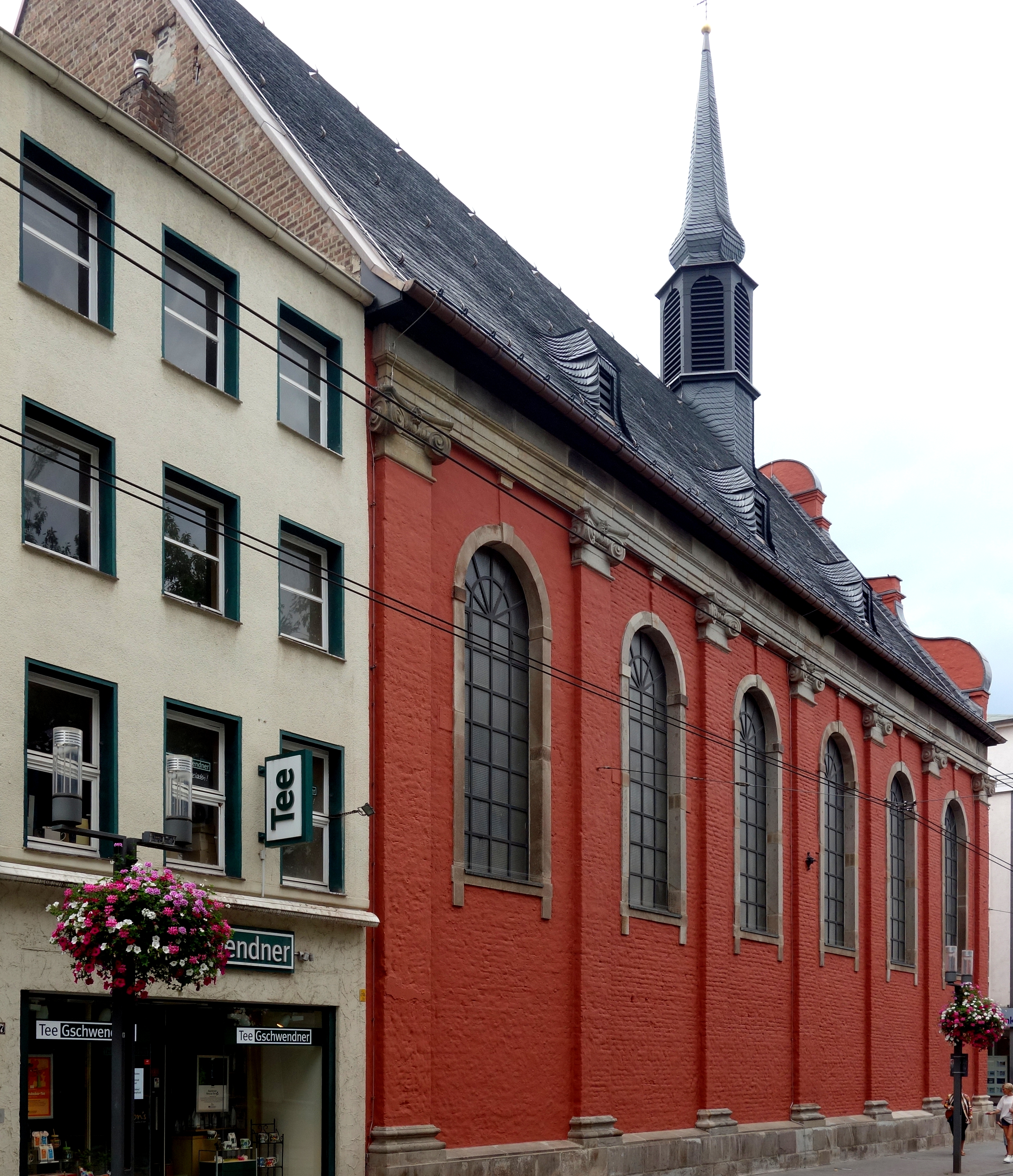
St. Sebastian

St. Sebastian ist eine römisch-katholische Saalkirche in der Innenstadt von Neuss in Nordrhein-Westfalen. Sie gehört zur Neusser Kirchengemeinde St. Quirinus.

## Geschichte
Die Sebastianuskirche wurde von 1718 bis 1720 von dem Superior Bernhard Schluns in der Neusser Altstadt errichtet. Sie gehörte bis 1802 zu einem unmittelbar benachbarten Franziskanerkloster. Dem Konvent des Dritten Ordens der Franziskaner diente sie als Klosterkirche, bis sie nach der Säkularisation als Hilfskirche des Quirinus-Münsters fungierte.
Das angrenzende Kloster diente 1803 zunächst als Fabrik. Ab 1852 wurde es dann Erzbischöfliches Konvikt (Seminarium Marianum) und von 1873 bis 1942 städtisches Invalidenhaus.
Während des Zweiten Weltkriegs wurden die ehemaligen Konventgebäude völlig zerstört. Von der Sebastianuskirche blieben nur die Umfassungsmauern erhalten. Deshalb wurde ein Abriss des Gebäudes in Erwägung gezogen, was jedoch dank eines erfolgreichen Engagements vieler Neusser Bürger verhindert werden konnte. In den Jahren 1955 und 1956 erfolgte der Wiederaufbau der Kirche ohne die ursprünglich angrenzenden Konviktgebäude. Erst 1967 entstand ein Klosterneubau nach den Plänen des Kölner Architekten Joachim Schürmann, in dem bis 1994 die Ordensgemeinschaft der Eucharistiner lebte. Heute wohnen dort die Missionare Identes.

## Ausstattung

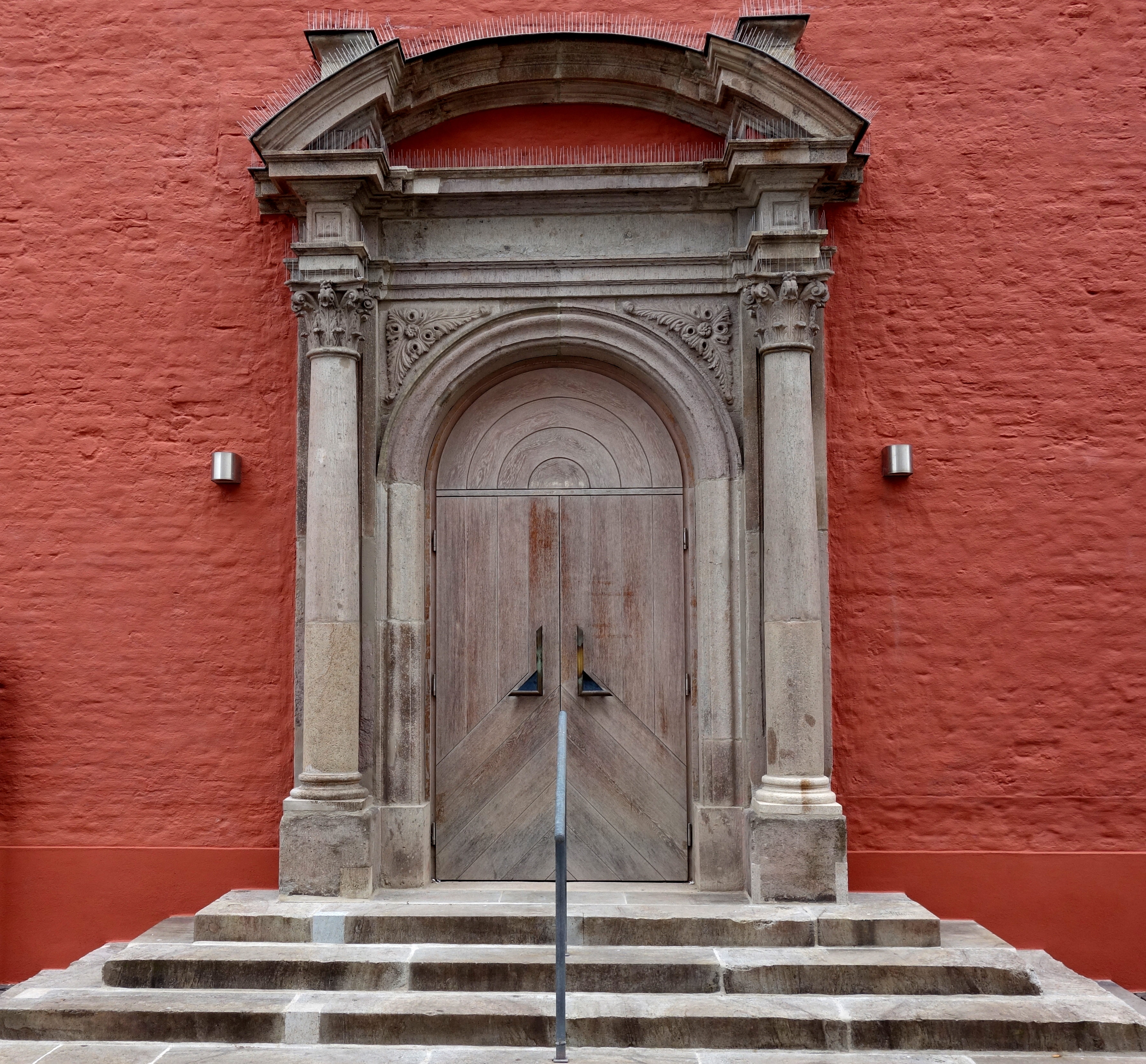
Eingangsportal

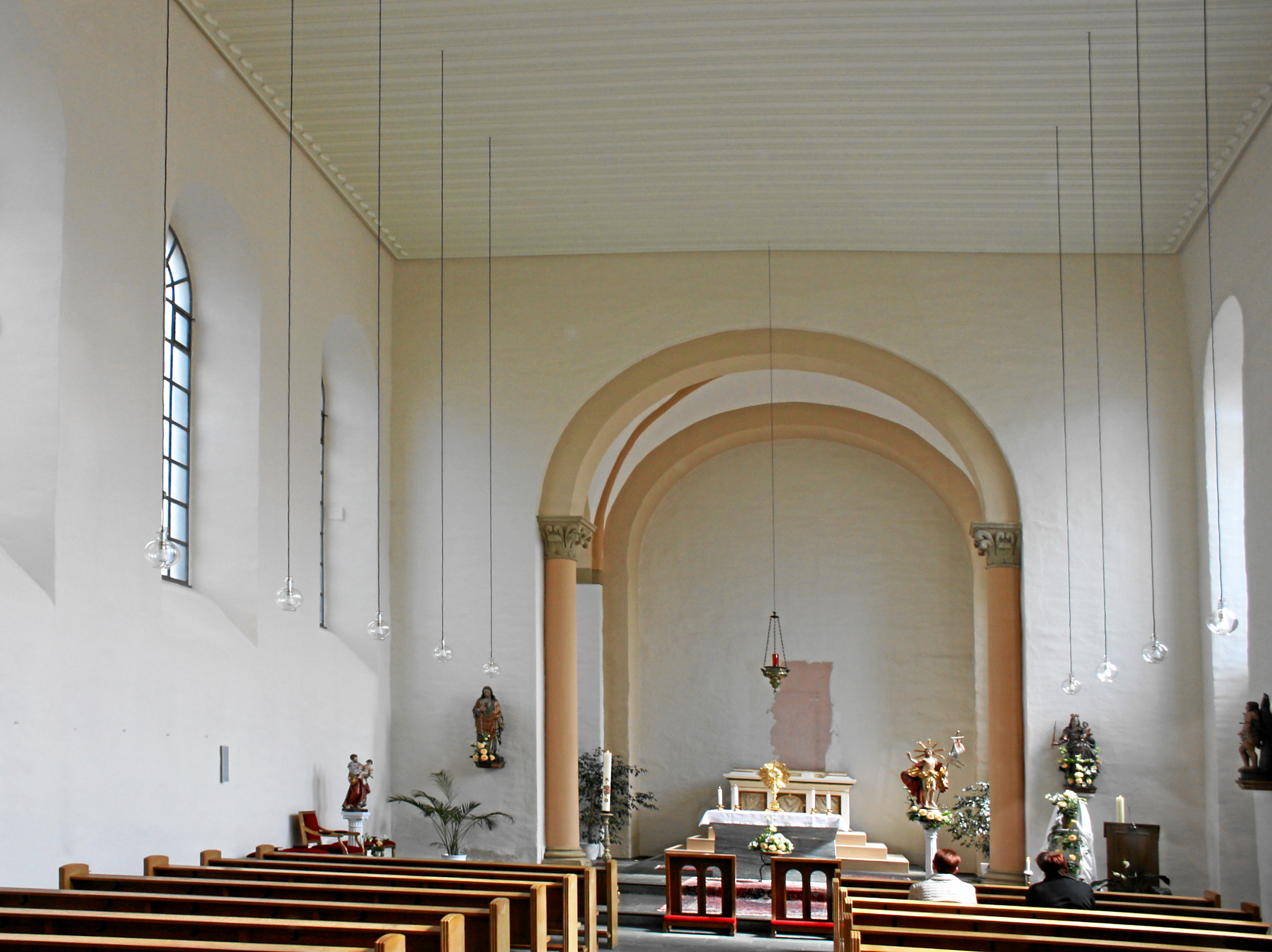
Innenraum

Die ursprünglich zweischiffige Saalkirche wurde nach den Zerstörungen des Zweiten Weltkrieges einschiffig wiederaufgebaut. Ihre Eingangsseite besitzt einen durch vier Gesimse gegliederten Schweifgiebel mit runden und ovalen Fenstern sowie ein spätbarockes Eingangsportal mit flachen Stufen. Auf der Längsseite befinden sich sechs hohe Rundbogenfenster mit kolossalen ionischen Pilastergliederungen. Den oberen Abschluss bildet ein Satteldach mit einem sechsseitigen Dachreiter.
Der Innenraum ist mit einer Flachdecke aus Holz überdacht und besitzt einen rechteckigen Chorabschluss mit zwei Säulen. Die Ausstattungsgegenstände stammen aus anderen Kirchen bzw. aus einer privaten Stiftung. Aus der Basilika St. Margareta in Düsseldorf-Gerresheim erhielt St. Sebastian den barocken Hochaltar. Ebenfalls befindet sich ein Teil der Innenausstattung einer infolge des Braunkohletagebaus abgerissenen Kirche heute in der Sebastianuskirche: eine Kreuzigungsgruppe an der Westwand sowie einige andere Figuren. Eine Neusserin stiftete eine frühbarocke Schnitzfigur des Heiligen Sebastian. Die Marien- und Quirinus-Darstellungen sind Leihgaben der Pfarrei St. Quirin. An der straßenseitigen Kircheninnenwand befindet sich ein neugotischer Kreuzweg aus dem 19. Jahrhundert.

## Denkmalschutz
Die Sebastianuskirche wurde am 4. April 1985 in die Liste der Baudenkmäler in Neuss eingetragen.